# Marcel Ophüls
Marcel Ophüls (tidigare Marcel Wall-Ophüls), född 1 november 1927 i Frankfurt am Main, Hessen, död 24 maj 2025 i Lucq-de-Béarn, Pyrénées-Atlantiques, var en oscarsbelönad fransk filmregissör och dokumentärfilmare.

## Biografi
Ophüls är son till filmregissören Max Ophüls och skådespelerskan Hilde Wall. Familjen, som har judiskt ursprung, lämnade Tyskland 1933 och bosatte sig i Frankrike. Efter Frankrikes nederlag mot Tyskland 1940 lyckades familjen ta sig till USA via Spanien och Portugal. De bosatte sig i Hollywood och återvände inte till Frankrike förrän efter tio år.
Efter studier på University of California och Sorbonne i Paris arbetade Ophüls som regiassistent åt bland annat John Huston (Målaren på Moulin Rouge) och Anatole Litvak (Möte med kärleken). Mellan 1956 och 1959 var han radio- och tv-redaktör hos Südwestfunk i Baden-Baden. År 1957 regisserade han sin första kortfilm. Sedan han återvänt till Paris 1960  gjorde Ophüls det tyska bidraget till den internationella episodfilmen Kärlek vid 20 år (1961/62). Med stöd av François Truffaut gjorde han 1963 Bananskalet med Jeanne Moreau och Jean-Paul Belmondo. Följande år regisserade han Eddie Constantine-komedin Brudar är farliga.
Från mitten av 1960-talet gjorde sig Ophüls framför allt bekant som dokumentärfilmare. I den egenskapen återkom han ständigt till nazitiden, bland annat i Munich ou la paix pour cent ans (1967), Minnet av rättvisan (1976) och den Oscarsbelönade Hôtel Terminus (1988). Filmen Ockuperat land (1969) om Frankrike under andra världskriget blev i Frankrike en kritisk vändpunkt för den tidigare överseende synen på Vichyregimen agerande under den nazityska ockupationsmakten. Filmen var producerad för televisionen. Chefen för det franska statliga tv-monopolet, Jean-Jacques Bresson, stoppade emellertid visningen av filmen och hävdade att filmen krossade myter som fransmännen fortfarande var i behov av. Först 1981 visades filmen i fransk television .

## Filmografi i urval
- 1962 – Kärlek vid 20 år (L’Amour à vingt ans)
- 1963 – Bananskalet (Peau de banane)
- 1965 – Brudar är farliga (Faites vos jeux, mesdames)
- 1967 – Munich ou la paix pour cent ans
- 1969 – Ockuperat land (Le chagrin et la pitié)
- 1973 – A sense of Love
- 1976 – Minnet av rättvisan (The Memory of Justice)
- 1988 – Hôtel Terminus: The Life and Times of Klaus Barbie (Hôtel Terminus – Klaus Barbie, sa vie et son temps)
- 1991 – November Days
- 1994 – Veillées d`armes
- 2013 – Un voyageur